# فطر ماتيرولو
فطر ماتيرولو (الاسم العلمي: Mattirolomyces)، جنس فطريات من فصيلة الفنجانية. الاسم العلمي مُهدى لعالم النبات والفطريات الإيطالي أوريستي ماتيرولو.